# Ейлзбері (Саскачеван)
Ейлзбері (англ. Aylesbury) — село в канадській провінції Саскачеван за 60 км на північ від м. Мус-Джо. 

## Населення

### Чисельність
| 2001 | 2006 | 2011 | 2016 |
| ---- | ---- | ---- | ---- |
| 50   | 45   | 42   | 40   |

## Галерея

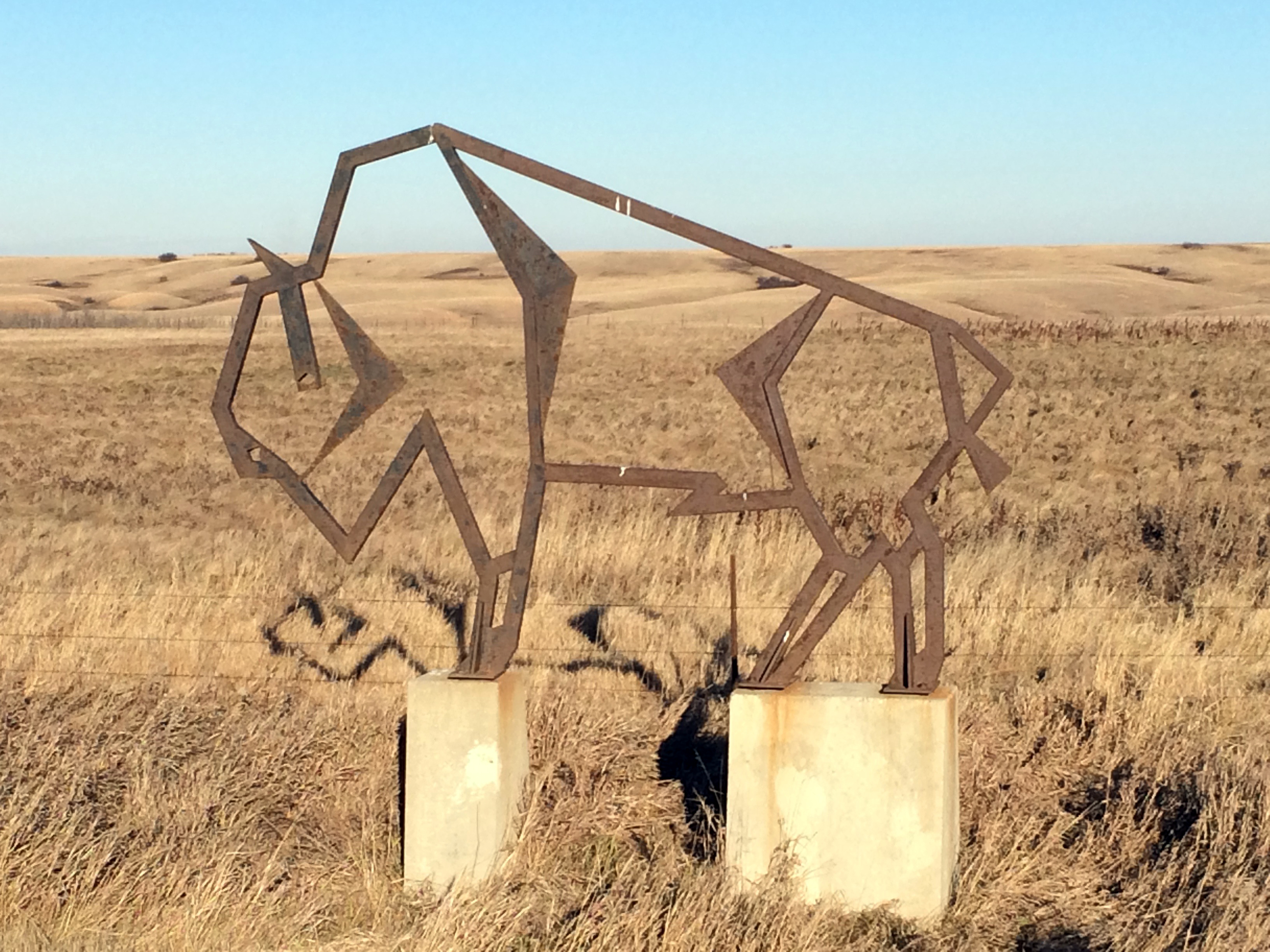
Металева скульптура бізона на автошляху 1 Саскачевану поблизу Ейлзбері
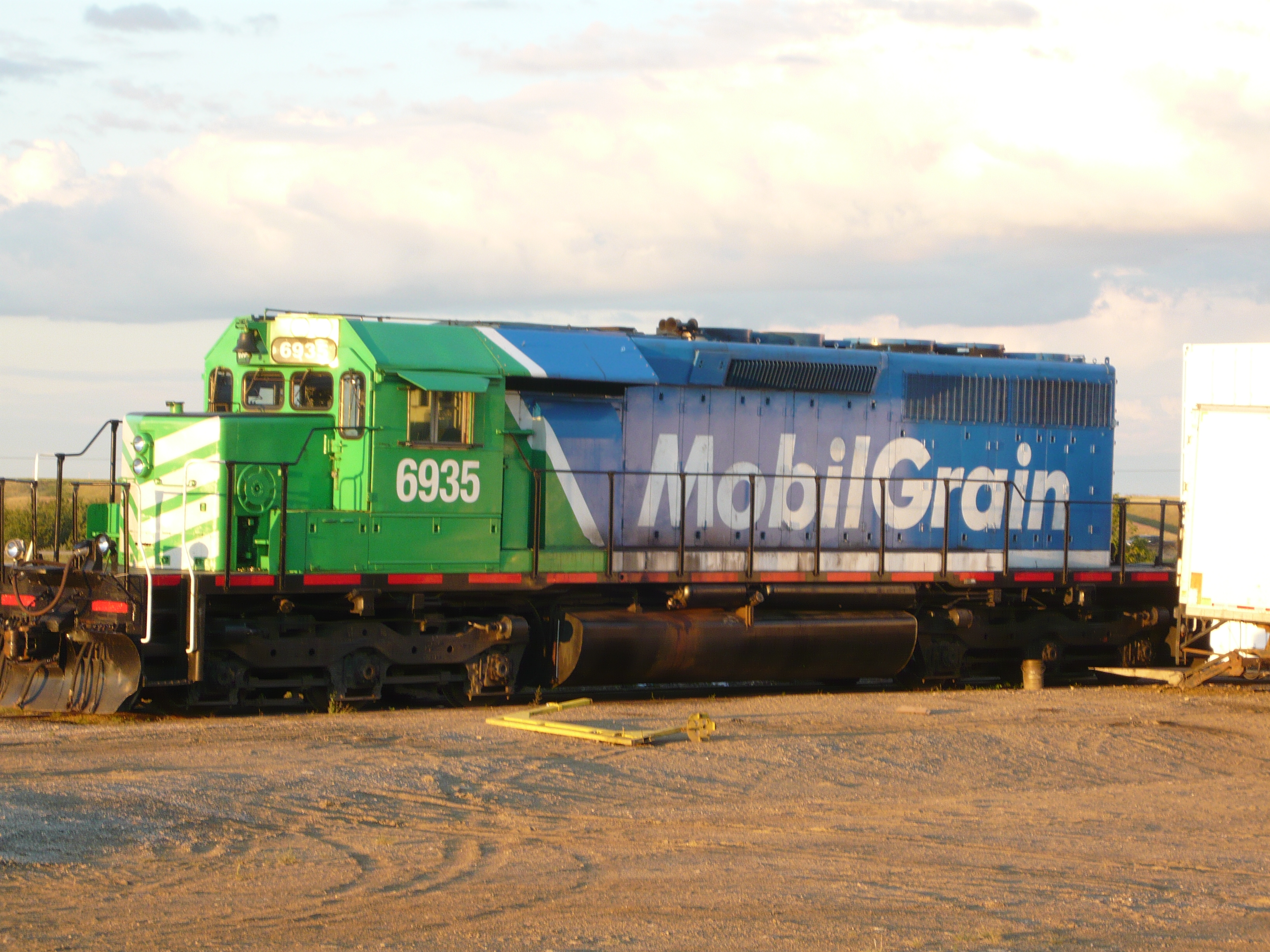
Тепловоз EMD SD40-2 в Ейлзбері